# Грихтинг, Дамиан
Дамиа́н Гри́хтинг (нем. Damian Grichting; род. 8 апреля 1973, Лойкербад, Вале) — швейцарский кёрлингист, первый в команде Швейцарии на Олимпийских играх 2002. Тренер по кёрлингу.

## Достижения
- Зимние Олимпийские игры: бронза (2002).
- Чемпионат мира по кёрлингу среди мужчин: серебро (2001).
- Чемпионат Европы по кёрлингу: золото (2006), серебро (2001).
- Континентальный Кубок по кёрлингу (в составе команды Европы): серебро (2007).
- Чемпионат Швейцарии по кёрлингу среди мужчин: золото (1997, 2000, 2006, 2012).

## Команды
| Сезон   | Четвёртый       | Третий            | Второй          | Первый            | Запасной                                             | Турниры                      |
| ------- | --------------- | ----------------- | --------------- | ----------------- | ---------------------------------------------------- | ---------------------------- |
| 1996—97 | Патрик Нетцер   | Маркус Видмер     | Дамиан Грихтинг | Фабиан Буркхардт  | Тобиас Трейер                                        | ЧШМ 1997 · ЧМ 1997 (7 место) |
| 2000—01 | Андреас Шваллер | Маркус Эгглер     | Дамиан Грихтинг | Кристоф Шваллер   | Марко Рамштайн тренер: Роланд Мозер                  | ЧЕ 2000 (4 место)            |
| 2000—01 | Кристоф Шваллер | Андреас Шваллер   | Дамиан Грихтинг | Маркус Эгглер     | Марко Рамштайн тренер: Роланд Мозер                  | ЧМ 2001                      |
| 2001—02 | Андреас Шваллер | Кристоф Шваллер   | Маркус Эгглер   | Дамиан Грихтинг   | Марко Рамштайн тренер: Роланд Мозер                  | ЧЕ 2001 · ЗОИ 2002           |
| 2003—04 | Маркус Эгглер   | Andreas Oestreich | Дамиан Грихтинг | Ren Rindlisbacher |                                                      |                              |
| 2004—05 | Yannick Renggli | Андреас Хенни     | Дамиан Грихтинг | Greg Renggli      |                                                      |                              |
| 2005—06 | Андреас Шваллер | Андреас Хенни     | Томас Липс      | Дамиан Грихтинг   | Роланд Мозер                                         | ЧШМ 2006                     |
| 2006—07 | Андреас Шваллер | Ральф Штёкли      | Томас Липс      | Дамиан Грихтинг   | Raphael Brutsch                                      | ЧЕ 2006                      |
| 2006—07 | Андреас Шваллер | Ральф Штёкли      | Томас Липс      | Дамиан Грихтинг   |                                                      | ККК 2007                     |
| 2007—08 | Андреас Шваллер | Роланд Мозер      | Томас Липс      | Дамиан Грихтинг   |                                                      |                              |
| 2011—12 | Тони Мюллер     | Ян Хаузер         | Марко Рамштайн  | Юрг Бамерт        | Маркус Эгглер, Дамиан Грихтинг тренер: Маркус Эгглер | ЧШМ 2012                     |

(скипы выделены полужирным шрифтом)

## Результаты как тренера национальных сборных
| Год  | Турнир                                        | Сборная   | Место |
| ---- | --------------------------------------------- | --------- | ----- |
| 2010 | Чемпионат мира по кёрлингу среди юниоров 2010 | Швейцария | 4     |